# 近藤紘一
近藤 紘一（こんどう こういち、1940年（昭和15年）11月27日 - 1986年（昭和61年）1月27日）は、日本のジャーナリスト、作家。サンケイ新聞編集委員。サイゴン支局長として赴任した際にはベトナム戦争を取材し、サイゴン陥落を目撃した。東京府出身。

## 来歴・人物
祖父、父と2代続いた医師の家の長男として東京大学医学部附属病院で生まれる。父・台五郎は、東京女子医科大学教授などを務め、ファイバースコープの開発にも貢献した。
湘南・逗子で育ち、進学した神奈川県立湘南高等学校では、万葉集などの日本の古典やサルトルなどのフランス文学に親しんだ、なかでも大河小説『チボー家の人々』に感銘を受け、早稲田大学仏文専修に入ったのも、訳者の山内義雄を慕っての選択だった。
早大キャンパスで最初の妻となる元駐仏大使萩原徹（1906 - 79）の長女・浩子と出会う。大学の同級生で2人を知る吉川精一（NHKアナウンサー）は、「浩子さんは、『洗練されたエレガントな女性』として際立っていましたね」と語り、著作『月曜日のカーネーション』では近藤の死についても触れている。近藤は仏文を首席で卒業し、大学院への進学を強く勧められた。就職を選択したのは、自立して浩子との結婚に備えるためだったようで、1963年（昭和38年）春、サンケイ新聞に入社し、静岡支局勤務となり翌年12月に挙式した。静岡勤務の折に、後々まで良きライバルとなる毎日新聞の古森義久（のちサンケイ新聞に移籍）と知り合う。
1967年（昭和42年）から69年まで、社内留学でパリに赴く。浩子は当初、海外生活に強く抵抗したが、いったん従うと決めると、自らもパリの国立東洋語学校の大学院に受験して合格。初めての外国暮らしになる夫のために、パリでの諸事を引き受けた。パリで近藤は、フランス語を学ぶ一方で、五月革命やベトナム和平交渉を取材したほか、チェコスロバキアがソ連に反旗を翻したプラハの春の現場にもでかけた。しかし、帰国後の1970年（昭和45年）2月3日、浩子は自ら命を絶った。31歳。原因は、はっきりとはわからない。「それまでの世界がすべて崩れ、崩れた上にうち建てるものはもう何もないように思われた」浩子の死について近藤は、『サイゴンのいちばん長い日』にこう書いた。転勤のたびに住居は変わったが、近藤はどの家にも必ず最初の妻、浩子の遺影を飾った。
1971年（昭和46年）夏、南ベトナムの首都サイゴンに赴任し、それから3年8ヵ月、近藤はベトナム戦争を書き続け、南ベトナムの消滅を目撃した。この間、72年12月、ベトナム人のブイ・チ・ナウと再婚し、ナウと前夫との一人娘で11歳のミーユンの父親となった。ナウは近藤と浩子の死別のいきさつを、ある程度は理解していたが、そのうえで、あえて詳しくは聞かなかった。ナウはサイゴンで政府を含む各界の人脈を近藤に紹介し、後にベトナム難民の通訳を務めるなど、インドネシア報道の欠かせないパートナーとなった。
1976年（昭和51年）7月、夕刊フジに出向。堺屋太一の連載小説『列島分断』の担当となる。
1978年（昭和53年）2月、サンケイ新聞編集本部ニュース総局兼務となる。11月、サンケイ新聞に復社し、83年2月までナウとミーユンを連れ、タイ・バンコク特派員を務める。赴任の翌年の79年5月、赴任半年前に出版した『サイゴンから来た妻と娘』で第10回大宅壮一ノンフィクション賞、80年3月には、インドシナで起きたさまざまな悲劇について体験者に直接取材し、ルポルタージュ・ジャーナリズムに新生面を開き、特に難民問題や米中ソ関係などについて力のこもった解説報道をしたとして、79年度ボーン上田賞を受賞した。
1983年（昭和58年）2月、帰国。国際報道部次長、編集委員となる。84年10月、『仏陀を買う』で第10回中央公論新人賞を受賞。
ナウによると近藤は帰国後、パリに居を定めて執筆活動に専念しようとし、小説を主体としてサンケイ新聞には特派員としてではなく、現場から一歩引いた立場で原稿を書けたらと考え、仕事場も確保できるような、広めのアパートに移り住む計画を立てていた。だが、その計画が進まないうちに、1985年（昭和60年）7月、胃痛を訴えて東京・虎の門病院に入院。86年1月27日、胃癌のため死去。45歳だった。29日に東京・南蔵院にて営まれた葬儀では、サンケイ新聞の大先輩で『人間の集団について』のベトナム取材に同行した以来の関係であった司馬遼太郎が弔辞を読み、
と遺影に呼びかけた。
現在、ナウとミーユンはパリで暮らす。ミーユンは『パリへ行った妻と娘』に登場するフランス人男性と結婚し、男児をもうけた。ナウの著作には『アオザイ女房　ベトナム式女の生き方』（文化出版局、1978年）がある。

## エピソード
ベトナムから帰国後、南ベトナム大使館の職員の世話で港区麻布台に住まいを構えたが、家賃の支払いが大変で、渋谷に引っ越した。タイから帰国後は、麻布十番の二の橋近くのマンションに住んだ。

## ドラマ化
『サイゴンから来た妻と娘』は、1979年（昭和54年）11月から4回シリーズで、	NHKドラマ人間模様の枠で映像化された。林隆三主演によるこの作品は、カイン・リーの『美しい昔』が主題歌に使われている。

## 著書
- 『サイゴンのいちばん長い日』サンケイ出版（のち文春文庫）、1975年。ISBN 4167269031。Kindle版あり
- 『サイゴンから来た妻と娘』文藝春秋（のち文庫）、1978年。ISBN 4167269015。Kindle版
- 『統一ベトナムとインドシナ』教育社入門新書 時事問題解説、1978年。
- 『戦火と混迷の日々―悲劇のインドシナ』サンケイ出版（のち文春文庫）、1979年。ISBN 416726904X。Kindle版
- 『バンコクの妻と娘』文藝春秋（のち文庫）、1980年。ISBN 4167269023。
- 『したたかな敗者たち』文藝春秋（のち文庫）、1982年。ISBN 4167269058。 Kindle版
- 古森義久共著『国際報道の現場から』中公新書、1984年。ISBN 4121007301。
- 『パリへ行った妻と娘』文藝春秋（のち文庫）、1985年。ISBN 4167269066。
- 『妻と娘の国に行った特派員』文藝春秋（のち文庫）、1986年。ISBN 4167269074。 Kindle版
- 『仏陀を買う』中央公論社、1986年。ISBN 412001505X。
- 『目撃者―「近藤紘一全軌跡1971～1986」より』文藝春秋（のち文庫）、1987年。ISBN 4167269082。 解説沢木耕太郎。

### 翻訳
- ハロルド・ロビンス『野望の街』文藝春秋、1978年。

## 伝記
- 野地秩嘉『美しい昔　近藤紘一が愛したサイゴン、バンコク、そしてパリ』小学館文庫、2013年8月。ISBN 9784094088465。